# Гребінник гірський
Гребінник гірський (Geum montanum) — вид квіткових рослин родини трояндових (Rosaceae).

## Біоморфологічна характеристика
Це трав'яниста багаторічна рослина 5–40 см заввишки, запушена простими чи залозистими волосками. Стебла прості. Більшість листків — у прикореневих розетках, непарно-переривчасто-перисті, з великим кінцевим сегментом і дрібними бічними. Стеблові листки дрібні, нечисленні, цілісні чи 3-лопатеві. Квітки поодинокі, великі, 2.5–4 см у діаметрі, на довгих квітконіжках, пелюстки в кількості 5–6, золотаво-жовті, 15–20 мм завдовжки. Плоди (сім'янка) вузько-зворотно-яйцюваті, зі дзьобом, поверхня тьмяна, жовтувато-коричнева, густо запушена. 2n=28.

## Поширення
Зростає у Європі від Іспанії до України.
В Україні росте на високогірних луках — у Карпатах, звичайно.